# Estación de Amistat
Amistat es una estación de las líneas 5 y 7 de Metrovalencia. Se encuentra bajo la calle Santos Justo y Pastor a la altura de la clínica Casa de Salud.
Del 27 de junio al 31 de agosto de 2025, por obras de mejora en la infraestructura, el tramo de metro entre las estaciones de Aragó y Marítim permanecerá cerrado.

## Historia
Fue inaugurada el 30 de abril de 2003 como parte del primer tramo de la línea 5.
En el momento de su apertura se llamaba Amistat, pero en 2014 pasó a llamarse Amistat-Casa de Salud, convirtiéndose así en la primera estación de Metrovalencia en tener un patrocinio en el nombre. En mayo de 2022 recuperó el nombre original de Amistat.

## Accesos
Dispone de un acceso en la calle del Doctor Manuel Candela con Casa de Salud (con ascensor) y otro en la calle Santos Justo y Pastor con la calle República Argentina.